# أليسون تشيسلي
أليسون تشيسلي (بالإنجليزية: Alison Chesley)‏ هي عازفة تشيلو أمريكية، ولدت في 4 يناير 1960 في لوس أنجلوس في الولايات المتحدة.

## وصلات خارجية
- الموقع الرسمي